# Alex Pettyfer
Alexander Richard Pettyfer, lepiej znany jako Alex Pettyfer (ur. 10 kwietnia 1990 w Stevenage, w Anglii) – brytyjski aktor i model.

## Życiorys

### Wczesne lata
Urodził się w Stevenage w hrabstwie Hertfordshire jako syn architekt wnętrz Lee (z domu Robinson) i aktora Richarda Pettyfera. Dorastał w Windsorze. Jego rodzice rozwiedli się. Matka ponownie wyszła za mąż za producenta gier komputerowych Michaela Irelanda. Wychował się z młodszym bratem przyrodnim, Jamesem.
W wieku siedmiu lat zaczął pozować dla Gap Inc. i pojawiał się w reklamach telewizyjnych dla różnych marek. Gdy był starszy, pracował jako model dla Burberry. Od wczesnych lat cierpiał na dysleksję i astmę. Wystąpił jako Willy Wonka w szkolnej inscenizacji Charlie i fabryka czekolady. Krótko uczęszczał do Millfield School, jednej z największych i najbardziej prestiżowych szkół w Anglii. W lipcu 2006, w szesnastym roku życia ukończył szkołę prywatną w Twickenham.

### Kariera
Już jako piętnastolatek zadebiutował na szklanym ekranie w tytułowej roli w dramacie telewizyjnym ITV plc Szkolne dni Toma Browna (Tom Brown’s Schooldays, 2005) z udziałem Stephena Fry, Jemmy Redgrave i Clive’a Standena. To właśnie w tym filmie zobaczył go Anthony Horowitz, autor cyklu powieści o Alexie Riderze, który wybrał go do głównej roli w ekranizacji swej powieści Alex Rider: Misja Stormbreaker (2006).
Brany był pod uwagę do tytułowej roli w Eragon (2006), lecz ze względu, że Pettyfer panicznie boi się lotów samolotem, rolę ostatecznie przyjął Edward Speleers. Odrzucił także propozycje zagrania w produkcjach takich jak Pokusa (2012), Dary anioła: Miasto kości (2013) i Siódmy syn (2014).
Wystąpił m.in. w filmach: Wyścig z czasem (2011) u boku Justina Timberlake’a oraz Amandy Seyfried, Bestia (2011) z Vanessą Hudgens) i Magic Mike (2012).
Był na okładkach „Teenage”, „Vogue”, „VMan” i „Men’s Health”.

## Życie prywatne
Spotykał się z córką Erica Robertsa – Emmą (2007–2008) i aktorką Dianną Agron (2010–2011), którą poznał na planie filmu Jestem numerem cztery. Od września 2011 do 2013 był w nieformalnym związku z Riley Keough, córką Lisy Marie Presley i wnuczką Elvisa Presleya i Priscilli Presley. Od marca 2014 do marca 2016 był związany z modelką Marloes Horst.
W lutym 2019 poznał niemiecką modelkę Toni Garrn, z którą się zaręczył 24 grudnia 2019. Pobrali się w Hamburgu w Niemczech 2 października 2020. Mają córkę Lucę Malaikę (ur. 2021). 19 czerwca 2022 po raz drugi poślubił Toni Garrn na wyspie Paros w Grecji.

## Filmografia
- 2005: Tom Brown’s Schooldays jako Tom Brown (TV)
- 2006: Alex Rider: Misja Stormbreaker (Stormbreaker) jako Alex Rider
- 2008: Wild Child. Zbuntowana księżniczka (Wild Child) jako Freddie
- 2009: Tormented jako Bradley
- 2011: Jestem numerem cztery (I Am Number Four) jako Numer Cztery
- 2011: Bestia (Beastly) jako Kyle Kingston
- 2011: Wyścig z czasem (In Time) jako Fortis
- 2012: Magic Mike jako Adam
- 2013: Kamerdyner (The Butler) jako Thomas Westfall
- 2014: Miłość bez końca (Endless Love) jako David Axelrod
- 2016: Elvis & Nixon jako Jerry Schilling
- 2017: Dziwni goście (The Strange Ones) jako Nick
- 2018: Katyń - Ostatni świadek (The Last Witness) jako
- 2018: Back Roads jako Harley Altmyer
- 2020: Echo Boomers jako Ellis Beck
- 2021: Kolekcjoner (Collection) jako Brandon
- 2021: Przestroga (Warning) jako Liam
- 2022: Piekielna machina (The Infernal Machine) jako Dwight Tufford
- 2023: Black Noise jako Jordan
- 2024: Brzask (Sunrise) jako Fallon
- 2024: Pod presją (5lbs of Pressure) jako Leff
- 2024: Ministerstwo Niebezpiecznych Drani (The Ministry of Ungentlemanly Warfare) jako Geoffrey Appleyard
- 2024: Agent (Chief of Station) jako John Branca